# Petrodvortsovyiy (huyện)
Huyện Petrodvortsovyiy (tiếng Nga: ? райо́н) là một huyện hành chính tự quản (raion), của Sankt-Peterburg, Nga. Huyện có diện tích ? kilômét vuông, dân số thời điểm ngày 1 tháng 1 năm 2000 là 81100 người. Trung tâm của huyện đóng ở ?.